# Лапрад (Од)
Лапра́д (фр. Laprade) — коммуна во Франции, находится в регионе Лангедок — Руссильон. Департамент коммуны — Од. Входит в состав кантона Сессак. Округ коммуны — Каркасон.
Код INSEE коммуны — 11189.

## Население
Население коммуны на 2008 год составляло 91 человек.
| 1962 | 1968 | 1975 | 1982 | 1990 | 1999 | 2008 |
| ---- | ---- | ---- | ---- | ---- | ---- | ---- |
| 136  | 116  | 104  | 78   | 75   | 80   | 91   |

## Экономика
В 2007 году среди 56 человек в трудоспособном возрасте (15—64 лет) 38 были экономически активными, 18 — неактивными (показатель активности — 67,9 %, в 1999 году было 58,0 %). Из 38 активных работали 36 человек (22 мужчины и 14 женщин), безработных было 2 (1 мужчина и 1 женщина). Среди 18 неактивных 3 человека были учениками или студентами, 9 — пенсионерами, 6 были неактивными по другим причинам.